# Bénouville, Seine-Maritime
Bénouville är en kommun i departementet Seine-Maritime i regionen Normandie i norra Frankrike. Kommunen ligger i kantonen Criquetot-l'Esneval som tillhör arrondissementet Le Havre. År 2022 hade Bénouville 168 invånare.

## Befolkningsutveckling
Antalet invånare i kommunen Bénouville
| Referens: INSEE |